# White Horse Bluff
White Horse Bluff är ett berg i Kanada.   Det ligger i provinsen British Columbia, i den centrala delen av landet, 3 300 km väster om huvudstaden Ottawa. Toppen på White Horse Bluff är 775 meter över havet.
Terrängen runt White Horse Bluff är varierad. Trakten runt White Horse Bluff är nära nog obefolkad, med mindre än två invånare per kvadratkilometer.. Det finns inga samhällen i närheten.
I omgivningarna runt White Horse Bluff växer i huvudsak blandskog.